# Rain Without Thunder
Pour plus de détails, voir Fiche technique et Distribution.
Rain Without Thunder est un film américain réalisé par Gary O. Bennett, sorti en 1992.

## Fiche technique
- Titre : Rain Without Thunder
- Réalisation : Gary O. Bennett
- Scénario : Gary O. Bennett
- Musique : Allen Lynch et Randy Lynch
- Pays d'origine : États-Unis
- Format : Couleurs - 1,85:1
- Genre : science-fiction
- Durée : 85 minutes
- Date de sortie : 1992

## Distribution
- Betty Buckley : Beverly Goldring
- Jeff Daniels : Jonathan Garson
- Steve Zahn : Jeremy Tanner
- Frederic Forrest : gardien de Walker Point
- Ming-Na Wen : Prisonnière 'Uudie'
- Linda Hunt : Directrice de la société Atwood
- Ethan Phillips : Gynécologue
- Robert Earl Jones : Ancien avocat
- Graham Greene : Auteur
- Austin Pendleton : Prêtre catholique